# عزيزة المفرج
عزيزة المفرج كاتبة صحفية كويتية. لديها عمود بقعة ضوا في جريدة الوطن الكويتية. تكتب أيضا مقالا شهريا في مجلة سمرة التي تصدر عن دار الوطن للصحافة والطباعة والنشر.

## كتاباتها
يغلب على كتاباتها طابع النقد الاجتماعي، حيث تنتقد الظواهر الاجتماعية الكويتية - خاصة - والعربية والعالمية بشكل العام. هي مدافعة عن حقوق المرأة، وفي كتاباتها حس أنثوي. غالبا ما تخلط اللهجة الكويتية بالفصحى في كتابتها.
"وهي مدافعة شرسة عن الكويت، وحقوق الكويتيون، وكثيرا ما تتحدث عن المرافق العامة للدولة، والشوارع في الكويت، والبيئة أيضا، وتنتقد الإهمال الذي يلحق بهذه المجالات
وتدعو لتشديد العقوبات على من يرمي المهملات، وكل من يوسخ البلد. وهي دائما ما تدعو لتشديد العقوبات على كل منتهك للقانون، ويبدو أنها تؤمن بمبدأ من أمن العقوبة أساء الأدب
تتحدث عن السياسة بين الحين والآخر، وغالبا ما تنتقد النواب المتشددين، الذين يشعلون فتائل الأزمات والفتن بين أطياف الشعب الكويتي. كما تنتقد مبدأ الواسطة والنواب الذين يتوسطون، والذين يسرقون الأموال العامة. وتنتقد أيضا إهمال وإسراف وتبذير الحكومات والوزراء.